# Джулия плохо себя ведёт
«Джулия плохо себя ведёт» (другое название «Неисправимая Джулия») — американский романтический комедийный фильм 1948 года, в котором играют Грир Гарсон (актриса варьете) и Уолтер Пиджон (человек из богатой и серьёзной семьи), которые были женаты, но после рождения дочери разошлись. Они встречаются снова много лет спустя, когда дочь, которую он вырастил (Элизабет Тейлор), приглашает мать на свою свадьбу. В фильме также представлены Питер Лоуфорд и Сезар Ромеро.
Фильм представляет собой адаптацию романа Марджери Шарп «Мускатное дерево».
Заключительный фильм режиссёра Джека Конвея.

## Сюжет
1936 год. Лондон. Молодая женщина Джулия Пекетт притворяется, что собирается совершить самоубийство, чтобы её друг Бенджи заплатил по её счетам. Затем она получает приглашение из Франции на свадьбу от своей дочери Сьюзан. В юности Джулия вышла замуж за богатого Уильяма Пекетта. Однако, после четырнадцати месяцев брака его мать убедила Уильяма расстаться с женой (однако развод не был оформлен). Джулия вернулась к шоу-бизнесу, но оставила свою дочь с мужем, чтобы ребёнок мог вырасти в хороших условиях.
Во время поездки во Францию на корабле она встречается с Фредом Геноччио, мускулистым акробатом, а в Париже выступает с его труппой с большим успехом. Позже Фред предлагает ей руку и сердце.
Когда Джулия добирается до места назначения без гроша, следуя своим обычным методам, она знакомится с полковником Уиллоубруком, чтобы тот оплатил её платье. Бывшая свекровь не очень рада видеть её, но Джулии удаётся увидеть Сьюзан, которая настаивает, чтобы она осталась. Со временем любовь Уильяма к Джулии оживает. Между тем, Джулия замечает, что Сьюзан неравнодушна к художнику-любителю Ричи Лоргану (впрочем, как и он к ней), несмотря на то, что у неё есть жених. Сьюзан утверждает, что Ричи её раздражает, но Джулия видит, что Сьюзан любит молодого человека и прилагает все усилия, чтобы свести их.
Джулия по-прежнему скептически относится к возрождённой любви Уильяма. Осложнения возникают, когда снова появляется Фред. Также, когда Уильям встречает своего старого друга, полковника Уиллоубрука, он узнаёт о проступке Джулии. Уильям убеждает своего друга подыграть, чтобы Фред отстал от Джулии и та вернулась к нему. Сьюзан принимает предложение Джулии и сбегает с Ричи. Уильям отправляется в погоню, а за ним и Джулия. Позже они обнаруживают, что их обманули. Следуя инструкциям Сьюзан, слуги отгоняют свои машины, оставляя Джулию и Уильяма в изолированной домике для новобрачных. Джулия пытается уйти в ливень, но падает в грязь. Уильям будто игнорирует Джулию, но когда видит, что она лежит в грязи под дождём, приходит к ней на помощь и сам сваливается в лужу. Так они и остались сидеть в грязи, смеясь над своим положением.

## В ролях
- Грир Гарсон — Джулия Пакетт
- Уолтер Пиджон — Уильям Сильвестр Пакетт
- Питер Лоуфорд — Ритчи Лорган
- Элизабет Тейлор — Сьюзан Пакетт
- Сесар Ромеро — Фред Геноччио
- Люсиль Уотсон — г-жа Пакетт, мать Уильяма
- Найджел Брюс — полковник Брюса «Банни» Уиллоубрука
- Мэри Боланд — мать Генеччио
- Реджинальд Оуэн — Бенджамин Хокинс, друг Джулии
- Генри Стивенсон — лорд Пеннистоун, будущий тесть Сьюзен
- Фриц Фельд — Пепито
- Веда Энн Борг — Луиза
- Обри Матер — викарий
- Ян Вулф — Хобсон, дворецкий

#### Между актёрами
- Элизабет Тейлор исполнила 16-летнюю девушку во время съёмок и получила свой первый экранный поцелуй (c Питером Лоуфордом). Тейлор была влюблена в Лоуфорда и преследовала его, ему пришлось сказать ей, что между ними нет никаких шансов на романтику. Тейлор слегла в постель в течение нескольких дней после этого, пока визит Лоуфорда не смягчил ситуацию и они остались друзьями[2].
- Во время съёмок Лоуфорд представил Грир Гарсон «Бадди» Фогельсону, нефтяному магнату, миллионеру и владельцу крупного рогатого скота из Техаса. На следующий год она вышла за него замуж[2].

## Производство
Рабочее название «Дерево мускатного ореха» — название романа Марджери Шарпа 1937 года. Сценарий первоначально был написан Джеймсом Хилтоном для Грейси Филдс. Анонсированный на апрель 1941 года, был отложен из-за отсутствия Филдс. В 1946 году проект был реанимирован, а Грир Гарсон сыграл главную роль, Эверетт Рискен стал продюсером, заменив Дора Шари.
«Джулия плохо себя ведёт» была четвёртым из шести фильмов, в которых снялись Вальтер Пиджон и Грир Гарсон.

## Критический приём
Рецензент для The New York Times отметил, что Гарсон была «не на своём месте» в фильме, а рецензент Variety отмечает, что «она может вести себя как леди, при необходимости. Она доказывает это и зрителям нравится новая Гарсон».